# Yūgo Kanno
Yūgo Kanno (菅野 祐悟 (かんの ゆうご))  est un compositeur japonais né le 5 juin 1977.

## Compositions

### Anime
- Batman Ninja vs. Les Yakuzas (2025)
- Pluto (2023)
- JoJo's Bizarre Adventure: Stone Ocean (2021)
- Resident Evil: Infinite Darkness (2021)
- The Millionaire Detective - Balance: Unlimited (2020)
- Jojo's Bizarre Adventure: Golden Wind (2018)
- JoJo's Bizarre Adventure: Diamond is Unbreakable (2016)
- Ajin (2016)
- Gundam Reconguista in G (ガンダム Gのレコンギスタ?) (2014)
- Stardust Crusaders (スターダストクルセイダース?) (depuis avril 2014)
- Psycho-Pass (サイコパス?) (octobre 2012 à mars 2013)
- Toshokan Sensō: Kakumei no Tsubasa (図書館戦争 革命のつばさ?) (16 juin 2012)
- Tetsuwan Birdy Decode:02 (鉄腕バーディーDECODE:02?) (janvier à mars 2009)
- Tetsuwan Birdy Decode (鉄腕バーディーDECODE?) (juillet à septembre 2008)
- Toshokan Sensou (図書館戦争?) (avril à juin 2008)
- Gin-iro no olynssis (銀色のオリンシス?) (octobre à décembre 2006)
- Hataraki Man (働きマン?) (octobre à décembre 2006)
- D.C. ~Da Capo~ (D.C. 〜ダ・カーポ〜?) (juillet à décembre 2003)
- Ikki Tousen (一騎当千?) (juillet à septembre 2003)
- MOUSE (janvier à mars 2003)

### Dramas
- Kiina (キイナ〜不可能犯罪捜査官〜?) (NTV, janvier à ? 2009)
- Akai Ito (赤い糸?) (Fuji TV, décembre 2008)
- Innocent Love (イノセント・ラヴ?) (Fuji TV, octobre à décembre 2008)
- ? (あの日、僕らの命はトイレットペーパーよりも軽かった〜カウラ捕虜収容所からの大脱走〜?) (NTV, 8 juillet 2008)
- Shibatora (シバトラ〜童顔刑事・柴田竹虎〜?) (Fuji TV, juillet à septembre 2008)
- Osen (おせん?) (NTV, avril à juin 2008)
- Sensei wa erai! (先生はエライっ!?) (NTV, 12 avril 2008)
- Attention Please SP (Fuji TV, 2007 et 2008)
- SP (SP 警視庁警備部警護課第四係?) (Fuji TV, novembre 2007 à janvier 2008)
- Galileo (ガリレオ?) (Fuji TV, octobre à décembre 2007)
- Hotaru (ホタルノヒカリ?) (NTV, juillet à septembre 2007)
- Bambino! (バンビ〜ノ?) (NTV, avril à juin 2007)
- Haken no hinkaku (ハケンの品格?) (NTV, janvier à mars 2007)
- Akechi Mitsuhide (明智光秀〜神に愛されなかった男〜?) inspiré du samurai du même nom (Fuji TV, 3 janvier 2007)
- Yuuki (ユウキ?) (NTV, 26 août 2006)
- Complément affectif (サプリ?) (Fuji TV, juillet à septembre 2006)
- Attention Please (アテンションプリーズ?) (Fuji TV, avril à juin 2006)
- Woman's Island (ウーマンズ・アイランド〜彼女たちの選択〜?) (NTV, 24 février 2006)
- Rondo (輪舞曲?) (TBS, janvier à mars 2006)
- Ai no uta (あいのうた?) (NTV, octobre à décembre 2005)
- Engine (エンジン?) (Fuji TV, avril à juin 2005)
- M no higeki (Mの悲劇?) (TBS, janvier à mars 2005)
- Last Christmas (ラストクリスマス?) (Fuji TV, octobre à décembre 2004)

### Jeux vidéo
- 2013 : Rain, Playstation 3
- 2017 : Nioh, Playstation 4, PC
- 2020 : Nioh 2, Playstation 4